# Bragasellus cortesi
Bragasellus cortesi is een pissebed uit de familie Asellidae. De wetenschappelijke naam van de soort is voor het eerst geldig gepubliceerd in 1989 door Odette Afonso.